# 82
Aquesta pàgina és per a l'any. Per al nombre, vegeu vuitanta-dos.
El 82, conegut també a Roma com 835 Ab urbe condita, és un any corresponent a l'edat antiga.

## Esdeveniments
- Domicià és nomenat cònsol
- Gneu Juli Agrícola ordena una campanya contra els celtes